# Elissa Schappell
Elissa Schappell (geb. vor 1970) ist eine US-amerikanische Romancière, Erzählerin, Essayistin und Herausgeberin.

## Leben
Schappell absolvierte die New York University mit einem Master of Fine Arts in kreativem Schreiben.
Zu Beginn ihrer Karriere arbeitete sie für das Spy Magazine in den 1980er Jahren unter dessen Gründer und Herausgeber E. Graydon Carter. Sie hat Artikel in Magazinen wie GQ, Vogue und Spin veröffentlicht.
Ihre Romane, Interviews und Essays erschienen in solchen Medien wie BOMB, One Story, Nerve, The KGB Bar Reader, The Paris Review, The Mrs Dalloway Reader, The Bitch in the House, und Knitting Yarns: Writers on Knitting (W. W. Norton & Co, 2013). Ebenso stammen von ihr Buchrezensionen für die New York Times
Schappell lebt mit ihrer Familie in Brooklyn, New York City.

## Werk
Ihr erstes Buch Use Me, eine Sammlung von zehn verknüpften Kurzgeschichten, wurde im Jahr 2000 von William Morrow & Company veröffentlicht und war Finalist für den PEN/Hemingway Award. Sie ist Mitbegründerin des Literaturmagazins Tin House und Leitende Redakteurin. Zuvor war sie als Senior Editor bei der The Paris Review. Schappell ist mit Jenny Offill Herausgeberin zweier Essay-Anthologien, The Friend Who Got Away im Jahr 2005 verlegt von Doubleday und Money Changes Everything, im Jahr 2007 ebenfalls bei Doubleday veröffentlicht. Sie ist ein beitragende Redakteurin der Vanity Fair, und Autorin der "Hot Type"-Kolumne. Ein zweiter Roman, Blueprints for Building Better Girls, wurde von Simon & Schuster im Jahr 2011 veröffentlicht.

## Veröffentlichungen
- 2000: Use Me, Elissa Schappell, William Morrow & Company, 2000, ISBN 978-0-688-16557-4
  - 2001: Evie: zehn Strophen eines Lebens, Elissa Schappell, Belletristik, Europa-Verlag, Hamburg, Wien, 2001, ISBN 3-203-82034-X
- 2011: Blueprints for Building Better Girls: Fiction, Elissa Schappell, Belletristik, Simon & Schuster, 2011, ISBN 978-0-7432-7670-2